# Frank Vaughn
Frank Vaughn (St. Louis, 18 febbraio 1902 – St. Louis, 9 luglio 1959) è stato un calciatore statunitense, di ruolo difensore.

## Carriera
Giocò negli anni venti e trenta nei St. Louis Ben Millers. Prese parte ai mondiali del 1930 con la Nazionale statunitense.